# Владислав Гавриков
Владислав Андрејевич Гавриков (рус. Владислав Андреевич Гавриков — Јарослављ, 21. новембар 1995) професионални је руски хокејаш на леду који игра на позицијама одбрамбеног играча. 
Члан је сениорске репрезентације Русије за коју је на међународној сцени дебитовао на светском првенству 2017. године. На том првенству селекција Русије освојила је бронзану медаљу. 
Професионалну сениорску каријеру започео је у дресу Локомотиве из родног Јарославља у КХЛ лиги у сезони 2014/15. Учествовао је на улазном драфту НХЛ лиге 2015. где га је као 159. пика у 6. рунди одабрала екипа Коламбус блу џакетса. 